# Баумане, Бирута
Бирута Фрицевна Баумане (латыш. Biruta Baumane; 6 июня 1922, Калнамуйжа, Елгавский уезд, Латвия  — 21 января 2017) — советская и латвийская художница. Почетный член Латвийской академии наук (1995). Пожизненная стипендиатка Государственного фонда культурного капитала.  Заслуженный художник Латвийской ССР (1986).

## Биография
Родилась в семье учителей. В 1948 году окончила Латвийскую Академию художеств (под руководством профессора Яниса Лиепиньша). В 1951 году вышла замуж за скульптора Карлиса Бауманиса. Их дочь, Лайне Кайнайзе, также стала художницей.
С 1956 года участвовала в выставках: в Риге (1966, 1976, 1985), Лиепае (1967), Москве (1968, 1984).
С 1959 года — член Союза художников Латвийской ССР, занимала должность члена правления. В 1999 году получила главный приз выставки «Осень».

## Творчество
Работала в бытовом жанре, писала портреты, пейзажи, натюрморты и обнажённую натуру. Большое место в творчестве художницы занимали цирковые персонажи, в частности, грустные клоуны.
Первая персональная выставка состоялась в 1956 году. Работы хранятся во многих государственных музеях и частных коллекциях.

## Награды и звания
- Орден Трёх звёзд IV степени.
- Заслуженный художник Латвийской ССР (1986).
- Премия Балтийской ассамблеи по искусству (2002).
- Награждена медалями Латвийского союза художников.